# Windows 2000
Windows 2000 е операционна система със затворен код, създадена от Microsoft, която се използва от бизнес настолни компютри, преносими компютри и сървъри. Излязла е на пазара на 18 февруари 2000 г.. Тя представлява заместник на Windows NT 4.0 и е последната операционна система, обозначена с Windows NT. Заместена е от Windows XP за настолни компютри през октомври 2001 г. и от Windows Server 2003 за сървъри през април 2003 г.
Има четири издания на Windows 2000: Professional (Професионално), Server (за сървъри), Advanced Server (за по-сложни сървъри), Datacenter Server (за сървъри за бази данни). Microsoft продавали и две други издания – Advanced Server Limited Edition и Datacenter Server Limited Edition, които излезли през 2001 г. и работели с 64-битови Intel Itanium процесори. Различните издания имат различни предназначения, но всички имат основните свойства и характеристики, като много системни инструменти – например Microsoft Manamegent Console и като стандартните приложения за системни администратори. Подобрена е и достъпността, като са добавени редица технологии за асистиране, добавена е и поддръжка на множество езици и съхраняване на локална информация за потребителите. Всички версии на операционната система поддържат файловата система на Windows NT – NTFS 3.0, файловата система Encrypting File System (кодираща файлова система), както и основно и динамично складиране на данни на диска. Поредицата Windows 2000 Server има допълнителни характеристики – услуги Active Directory, файловата система Distributed File System (поддържа споделяне на файловете) и устойчиви на грешки устройства за данни. Windows 2000 може да се инсталира ръчно или автоматично. Автоматичните инсталации използват файлове за отговори, в които се попълва нужната за инсталацията информация. Инсталацията може да се извърши чрез зареждащо се при стартиране CD, като се използва System Manamegent Server (сървър за управление на системата) от System Preparing Tool (инструмент за подготовка на системата).
Microsoft обявили Windows 2000 за най-безопасната операционна система, но тя станала жертва на редица опасни вирусни атаки като Code Red и Nimda . Дори години след като е произведена, тя продължава да получава добавки за подобряване на сигурността почти всеки месец.

## История
Windows 2000 е продължение на семейството операционни системи Microsoft Windows NT и заменя Windows NT 4.0. Първоначално е наречена Windows NT 5.0, след това – Windows NT 2000, а на 27 октомври 1998 г. е получила сегашното си име – Windows 2000. Тя е първата операционна система Windows, която няма кодово име, въпреки че Windows 2000 SP1 има кодово име „Asteroid“ (Астероид), а 64-битовата версия на Windows 2000 – „Janus“ (има същото кодово име като Windows 3.1). Първата бета версия на Windows 2000 излязла през септември 1997 г. Тя била последвана от няколко бета версии до Бета 3, излязла на 29 април 1999 г. По време на разработката било създадено издание за DEC Alpha, но то е изоставено малко след излизането на RC1, след като Compaq съобщили, че са създали поддръжка за Windows NT на Alpha. Между юли и ноември 1999 г. Microsoft създали три кандидата за излизане на пазара, а на 12 декември 1999 г. операционната система е разпространена при производителите. От 17 февруари 2000 г. всичи можели да си купят пълната версия на Windows 2000. Три дена преди това събитие, когато Microsoft наричали Windows 2000 най-сигурната операционна система, публично достояние станала бележка от Microsoft, в която Мери Джо Фило разкрива, че Windows 2000 има „около 63 000 познати потенциални дефекти“. След като информацията на Фоли била публикувана, Microsoft я вписали в черния си списък за доста дълго време. InformationWeek обобщават, че тестовете върху операционната система показват, че тя е това, което сме се надявали да е, но, разбира се, не е перфектна. Wired News по-късно описвали резултатите от февруари като „липса на блясък“. Novell критикували Active Directory на Microsoft – новата архитектура на услугата за директориите, като неподходяща и по-трудна за използване от тяхната Novell Directory Services (DNS) алтернатива.
Първоначално било планирано Windows 2000 да замести и Windows 98, и Windows NT 4.0. Това обаче се променило по-късно, заради появата на Windows 98 Second Edition (Второ издание) през 1999 г. и на Windows Me късно през 2000 г. Скоро преди излизането на Windows 2000 Service Pack 1 (пакет с подобрения за Windows 2000) на пазара, на 29 септември 2000 г. Microsoft пуснали Windows 2000 Datacenter Edition – издание, предназначено за по-сложни и мощни компютърни системи с поддръжка за до 32 процесора.
На, или малко преди 12 февруари 2004 г. части от сорс-кода на Windows 2000 и Windows NT 4.0 били нелегално качени в Интернет. Източникът на информацията си остава незнаен. Microsoft направили следното изказване по въпроса:
„Сорс кода на Microsoft е с авторски права и е пазен като търговска тайна. По тази причина показването му, изтеглянето му и използването му е нелегално.“
Въпреки предупрежденията, архивът, съдържащ сорс кодовете бързо се разпространявал по мрежите за файлово споделяне. На 16 февруари 2004 г. според слуховете при индивидуално проучване на изтеклата информация е открит зловреден софтуер, който се възползва от слабост в определени версии на Microsoft Internet Explorer.

## Нови и обновени функции
Windows 2000 притежава много от новите функции в Windows 98 и Windows 98 SE от поредицата NT, като например Windows Desktop Update, Internet Explorer 5, Outlook Express, NetMeeting, поддръжка на файлова система FAT32, Windows Driver Model, Internet Connection Sharing, Windows Media Player, поддръжка на WebDAV и т.н. Някои от новите свойства са обичайни за всички издания на Windows 2000, между тях – NTFS 3.0, Microsoft Manamegent Console, Automated System Recovery, поддръжка на UDF, кодираща файлова система – Encrypting File System (EFS), Logical Disk Manager, Image Color Manamegent 2.0, поддръжка на принтери, базирани на PostScript 3, поддръжка на шрифтовете OpenType (.OTF) и Type 1 PostScript (.PFB), приложно-програмен интерфейс за защита на данни – Data protection API, адресна книга с LDAP/Active Directory, подобрения на използваемостта и поддръжка на многоезичен интерфейс. В Windows 2000 са представени USB драйвери, предназначени за USB хъбове, USB HID, преносима памет и USB комуникационни устройства.
Представена е нова система за защита, наречена Windows File Protection. Тя защитава важни за Windows системни файлове, като предотвратява модифицирането им от други програми, освен от механизмите за ъпдейт на Microsoft като Package Installer, Windows Installer и други компоненти за ъпдейт. Инструментът System File Checker (Проверка на системните файлове) предоставя на потребителите възможността да предприемат ръчно сканиране за непокътнатостта на системните файлове и да избират дали да ги поправи като се използва кеш от отделна директория „DLLCACHE“ или от оригиналния източник на инсталация.
Microsoft помислили и за това, че сериозна грешка може да причини проблеми на сървърите, които трябва да работят постоянно, и предоставили системна настройка, с помощта на която се позволява сървърът автоматично да се рестартира при наличие на грешка. Включена е и опция за дъмпинг на първите 64KB от паметта на диска (най-малкото количество памет, което може да се използва за дебъгване, познато като минидъмпинг), дъмпинг само на паметта на ядрото или дъмпинг на цялото съдържание на диска, както и за записване на станалото събитие в дневника на Windows 2000. За да се подобри производителността на сървъри с Windows 2000, Microsoft дават на администраторите избор да оптимизират паметта на операционната система и процесора за услуги или приложения на заден план. В Windows 2000 за първи път присъства и система за администрация на ядрото и свойства на управлението като Windows Installer, Windows Management Instrumentation и Event Tracing for Windows (ETW).

### Windows Explorer
Windows Explorer e подобрен основно в три направления в Windows 2000. Това е първата Windows NT версия, която включва Active Desktop – характеристика, за първи път появила се в Internet Explorer 4.0. Позволява на потребителите да избират начина, по който изглеждат папките и работи като използва HTML шаблони с разширението HTT. С това свойство било злоупотребявано от компютърни вируси, работещи със зловредни скриптове, Java аплети и ActiveX контроли във файлове за шаблони на папки. Два такива вируса са VBS/Roor-C и VBS.Redlof.a.
Изгледът на папките „Мрежов стил“, с панела на Explorer вляво, който показва допълнителна информация за обекта, маркиран в момента, по подразбиране е активиран в Windows 2000. За някои определени файлови типове, като картини и медийни файлове, се показва предварителен преглед в левия панел. До появата на специално предназначения панел за предварителен преглед на Windows Vista, Windows 2000 била единствената версия на Windows, която съдържала интерактивен медиен плейър като инструмент за преглед на звукови и видео файлове. Въпреки това такъв инструмент за предварителен преглед може да бъде задействан и на Windows Me и Windows XP чрез разширения от трето лице. Всички Microsoft Office документи се възползват от структуриране съхранение, така че техните метаданни могат да се покажат в Windows 2000 Explorer.
В десния панел на Windows 2000 Explorer, който обикновено само показва списъци на файлове и папки, може също да бъде променен. Например съдържанието на системните папки по подразбиране не се показва, вместо това се показва предупредително съобщение, че ако се променят системните файлове, може да се причинят големи щети на компютъра. Възможно е да се определят допълнителни панели в Explorer като се използват DIV елементи във файловете за темплейти на папки. Други елементи на потребителския интерфейс в Explorer могат да бъдат добавени, включително и колони в „Подробен изглед“, напластяване на икони и търсачки: новият DHTML-базиран панел за търсене е интегриран в Windows 2000 Explorer – той се различава от отделните текстови кутии за търсене, които могат да се намерят във всички предишни версии на Explorer. Това ниво на избор е новото в Windows 2000; нито Windows 98, нито Desktop Update могат да го предоставят. Интегрирана е и услугата Indexing Service и панелът за търсене, вграден в Explorer позволява търсене на файлове, снабдени с индекси от неговата база данни.

### NTFS 3.0
Microsoft разработили версия 3.0 на NTFS (понякога неправилно наричана NTFS 5 във връзка с номера на версията на ядрото) като част от Windows 2000; новото в нея са дискови квоти (предоставени от QuotaAdvisor), ниво на криптиране на файловата система, разпръснати файлове. Разпръснатите файлове позволяват ефикасно съхраняване на голямо количество данни или такива, които съдържат области с голямо количество нули.